# Xoanodera similis
Xoanodera similis är en skalbaggsart som beskrevs av Hüdepohl 1998. Xoanodera similis ingår i släktet Xoanodera och familjen långhorningar. Inga underarter finns listade i Catalogue of Life.